# Aiguabarreig (Mequinensa)
L'Aiguabarreig dels rius Ebre, Segre i Cinca és un espai natural de gran transcendència com a àrea de reproducció, hivernada i descans de fauna migratòria situada en Mequinensa (Baix Cinca). Constitueix la major confluència fluvial de la península ibèrica (amb la unió dels rius Ebre, Segre i Cinca), una de les més grans d'Europa i una de les quals té major interès biològic i ambiental al sud d'Europa.

## Topònim
El terme "Aiguabarreig" és una paraula catalana que fou rescatada el 1993 pel naturalista Guillem Chacon i proposada amb èxit als governs de Catalunya i de l'Aragó com a nom oficial de l'indret. Designa la mescla d'aigües en el lloc en el qual dos o més corrents d'aigües s'ajunten i formen una sola. L'Aiguabarreig Segre-Cinca-Ebre es forma quan el riu Cinca aporta les seves aigües al riu Segre, al terme municipal de La Granja d'Escarp, i al seu torn aquestes són aportades al riu Ebre, ja a Mequinensa.

## Marc geogràfic
Territorialment es troba al centre de la Depressió mitjana de l'Ebre. Limita a l'oest amb els Monegres, a l'est amb els Tossals de Montmeneu i Almatret i cap al sud amb la cua de l'embassament de Riba-roja. Aquest gran espai natural està dividit entre dues comunitats autònomes (Aragó i Catalunya) i les seves extremitats en tres comarques; Segrià a Catalunya, Baix Cinca i una petita part del Matarranya a Aragó. El Segre i el Cinca formen un primer Aiguabarreig entre les poblacions de Fraga, La Granja d'Escarp, Massalcoreig i Torrent de Cinca, a pocs quilòmetres convergeixen amb les aigües de l'Ebre, ja en el terme municipal de Mequinensa.
L'Aiguabarreig de Mequinensa està controlat per la ZEPA Matarranya-Aiguabarreig,” de 36.821 ha, de les quals 7.417.26 ha se situen al municipi de Mequinensa. La ZEPA engloba la zona central de l'Aiguabarreig, des del sud de Torrent de Cinca, tot l'espai fluvial de Mequinensa fins a la unió amb el riu Matarranya a la comarca homònima. Per a la conca del Matarranya, la ZEPA inclou els municipis de Faió, Nonasp, Favara i Maella.

## Paisatge
A l'Aiguabarreig trobem centenars de metres d'amplària d'aigua, amb nombroses illes fluvials i boscos de ribera. Les més extenses de l'Ebre, grans masses de senill (canyissars), platges de còdols i galatxos. És també punt de confluència de la flora esteparia, provinent de la zona àrida de Monegres i la flora mediterrània que ascendeix per la vall de l'Ebre, incloent alguns elements propis de la muntanya. L'entrellaçada connexió de les riberes fluvials i les llacunes amb un entorn àrid i mediterrani on abunden cingles verticals (escarps) i alhora planes de fruiteres li atorguen aquesta riquesa biològica excepcional.
El paisatge és d'un gran contrast entre el gran aiguamoll que formen la unió dels rius Ebre, Segre i Cinca i la aridesa circumdant, circumstància que fa d'aquest lloc un punt estratègic per a moltes aus, ja sigui per hivernar, per reproduir-se o com a punt de parada en el llarg recorregut migratori. El fet d'estar situat en plena depressió de l'Ebre i la proximitat del Parc natural del Delta permeten a l'Aiguabarreig convertir-se en un extraordinari connector biològic.

### Vegetació
A l'Aiguabarreig es troba vegetació repoblada de Pinus halepensis. També hi ha romaní i algunes espècies termòfiles. És freqüent trobar petites masses de Quercus coccifera o Juniperus phoenicea. Existeixen també algunes espècies característiques com ara Populus alba, Salix alba o Tamarix gallica, i helòfits com Phragmites australis o Typha domingensis.

## Biodiversitat i birding

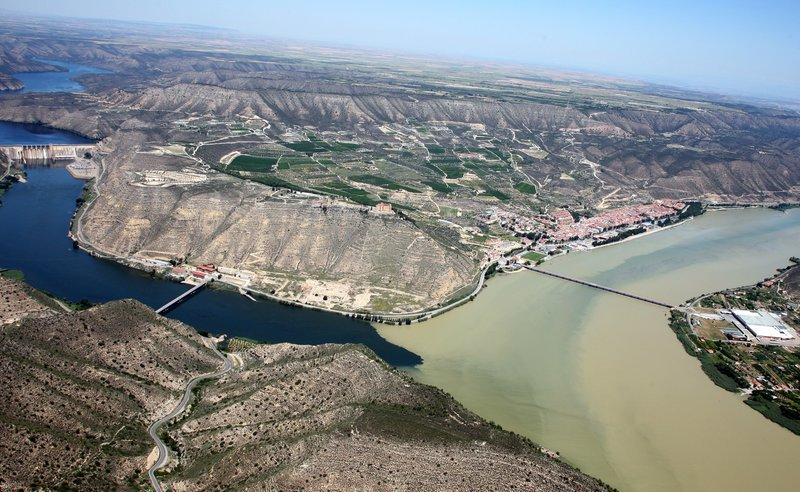
Confluència fluvial d'Ebre, Segre i Cinca a Mequinensa.

Gràcies a aquestes característiques conviuen espècies d'ambients ben oposats on les aus són el grup més destacat, abastant des de colònies de ardèids, a les illes fluvials, a tot tipus de rapinyaires així com aus pròpies d'ambients desèrtics, incloent una extensa representació d'espècies escasses i amenaçades a Europa. Altres grups faunístics ben representats són: rèptils, amfibis i mamífers, aquests últims, amb una extraordinària representació de diferents espècies de ratapinyades, una abundant població de cérvols, cabirols, presència de la sigilosa llúdria i la cada vegada més abundant cabra salvatge, podent-se arribar a observar des del mateix poble o al castell de Mequinensa. Els endemismes són notables en la entomofauna i dins de les aigües, juntament amb les nàiades, subsisteixen amb dificultat (pels efectes dels embassaments i la introducció d'espècies piscícoles amb finalitats esportives) poblacions de peixos autòctons com el fraret o rabosa de riu.
L'acumulació de sediments a la cua de l'embassament de Riba-roja ha permès que al llarg dels últims anys s'hagin constituït diferents illes entre les confluències primer del Segre amb el Cinca fins a arribar a l'Ebre, ja en la població aragonesa de Mequinensa. De totes elles cal destacar l'Illa dels Martinets que s'ha convertit al llarg dels anys en una important colònia de nidificació per a moltes espècies d'ardèids, com l'esplugabous, el martinet ros, el martinet menut comú, el martinet de nit comú, el martinet blanc comú, el bernat pescaire i l'agró roig, i on també hivernen ben camuflats entre les masses de canyís, uns pocs exemplars de bitó comú.

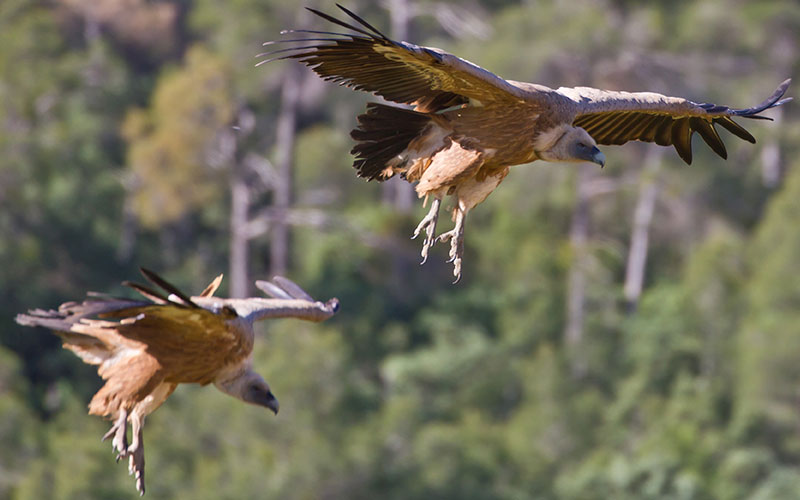
Gyps fulvus a l'Aiguabarreig de Mequinensa.

Els boscos de ribera i els senills ben conservats i de gran extensió alberguen una població ornítica, interessant i ben nodrida, que pot ser observada al llarg de tot l'any, aprofitant les diferents fases d'aquest ecosistema; ràl·lids, pícids, túrdids, fringíl·lids o emberízids. A l'entorn d'estepa trobarem: sisó comú, xurres, ganga eurasiàtica, gaig blau comú o les terreroles vulgars i rogenques, per destacar algunes de les més emblemàtiques, i a les àrees de transició entre aquests espais: tallarol emmascarat i tallarol trencamates, merla blava i còlit negre i ros, per citar algunes de les més representatives. Entre els senills es troben espècies com calopteryx virgo, sympetrum flaveolum, ishnura pumilio i fins i tot anax imperator.
Finalment, destacar els escarps, característics de la Vall de l'Ebre, i que sense cap dubte alberguen a un nodrit grup d'espècies rupícoles, especialment rapinyaires, podent-se observar sense gran dificultat moltes d'elles, entre les quals cal destacar amb un gran interès de conservació, a nivell nacional; voltor comú, aufrany comú, aguila daurada, aguila cuabarrada, aguila calçada, aguila marcenca, aligot comú, arpella comunal, milà negre i reial, falcó pelegrí i duc.
Els amfibis i rèptils identificats en el Aiguabarreig són tòtil comú, gripau d'esperons, renoquet, gripau comú, gripau corredor, granota comuna, tortuga de rierol i d'estany, dragó comú, sargantana cua-roja, llangardaix ocel·lat, sargantana ibèrica, sargantana cuallarga, sargantana corredora, serp blanca, colobra bordelesa, serp verda i colobra escurçonera.
Des del 1993 l'Estació Biològica de l'Aiguabarreig fa recerca i la seva Escola de Natura te cura de la sensibilització de la població envers aquest patrimoni biològic.

## Patrimoni cultural
La pesca esportiva i la navegació són dues de les activitats més freqüents. L'Aiguabarreig és, gràcies a la pesca, un punt d'interès internacional amb centenars de pescadors, particularment centreeuropeus, que visiten cada any aquests rius i gaudeixen de l'extensa xarxa d'ofertes existents entorn d'aquesta activitat. Les espècies de peixos introduïdes, de gran atracció per als pescadors, són sobretot el black bass, el lucioperca o el conegut siluro. No hem d'oblidar els centenars de naturalistes que visiten cada any la zona, atrets per la seva gran diversitat biològica, particularment els birders.
L'entorn del Aiguabarreig està marcat per la conca carbonífera de Mequinensa i els més de 150 anys d'història minera en la localitat. L'extracció de lignits i el seu transport ha marcat els pobles del Aiguabarreig, donat el seu estret vincle amb els rius. Símbol són els extingits "llauts", unes embarcacions que mantenien unides les persones i la cultura de totes les viles ribereñas. Encara poden veure's diferents espais de patrimoni industrial miner al voltant dels rius les aigües dels quals van servir per transportar el carbó en unes embarcacions típiques de Mequinensa conegudes com a "llauts".

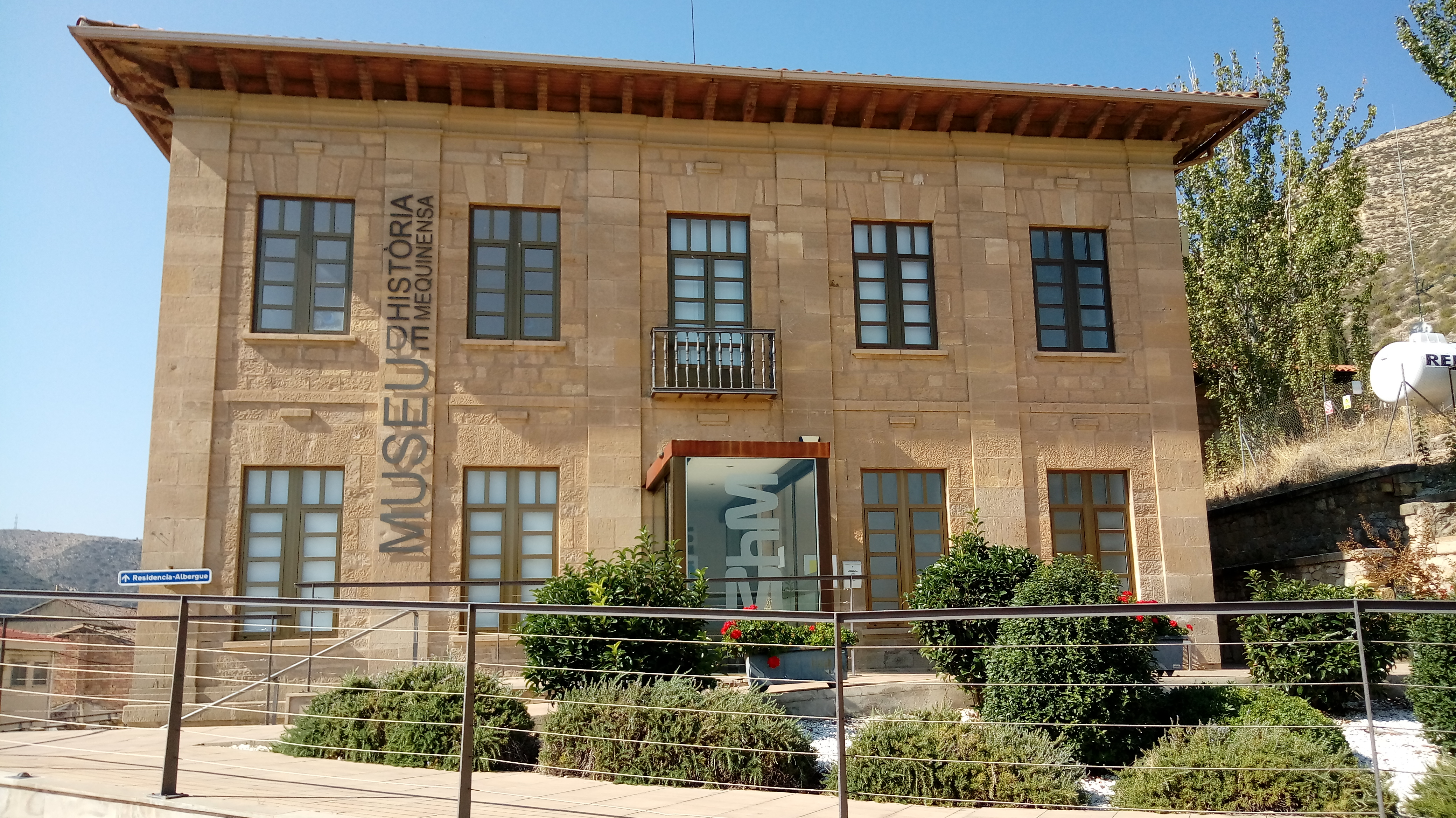
Edifici del Museu de la Història de Mequinensa.

Els Museus de Mequinenza expliquen el patrimoni miner i històric del Poble Vell de Mequinensa que va ser demolit i inundat sota les aigües del ric Ebre després de la construcció dels embassaments de Riba-roja i Mequinenza. Al Museu de la Mina es pot visitar una mina de carbó autèntica de més d'un quilòmetre de recorregut interior amb material històric i màquines que han estat utilitzades per a l'extracció de carbó durant més de 150 anys a la conca minera de Mequinensa. Al Museu de la Història de Mequinensa es pot recórrer el passat de la població, des de la Prehistòria fins a l'enderrocament del poble vell de Mequinensa així com un espai dedicat a l'escriptor mequinensà Jesús Moncada.

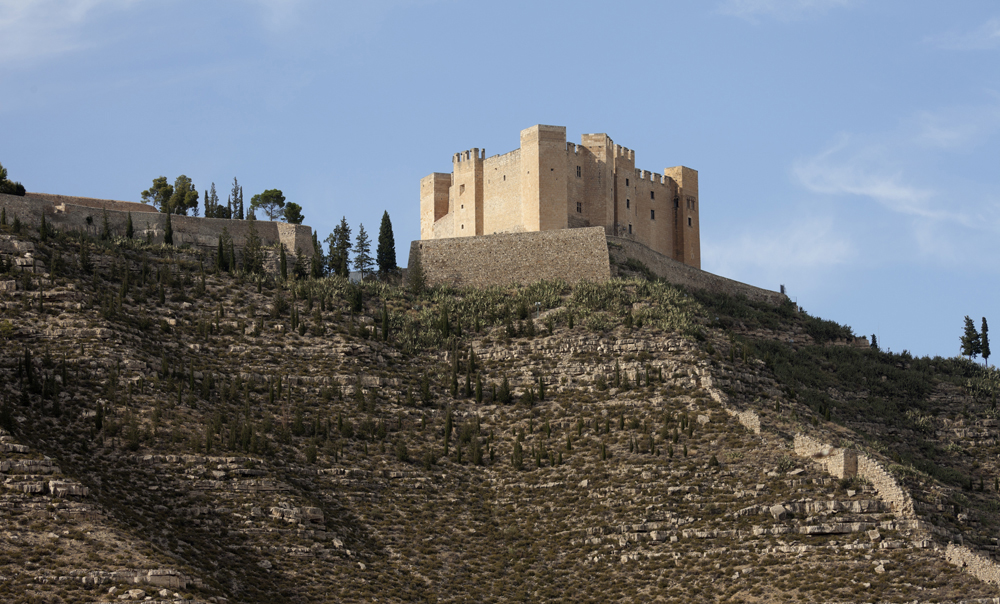
Castell de Mequinensa.

El Castell de Mequinensa s'alça gairebé a la vora d'un gran escarpat just en la confluència dels rius Ebre, Segre i Cinca a Mequinensa. La seva planta és un quadrilàter irregular, amb set torrasses rectangulars excepte un, el més robust, que és de planta pentagonal. Poques fortaleses tindran un millor emplaçament que aquesta, contemplant un extens i impressionant paisatge sobre la confluència dels rius i les seves terres circumdants aconseguint a veure en dies clars els Pirineus. L'edifici és un autèntic Castell-Palau, un dels millors que l'art gòtic va llegar a la Corona d'Aragó, datat als segles xiv i XV.
Part de l'antiga població de Mequinensa pot visitar-se avui dia perquè s'ha convertit en un gran parc de la memòria a l'aire lliure després del seu enderrocament i inundació pels pantans de l'Ebre. S'han recuperat de les runes els traçats originals dels carrers i de les cases que quedaven per sobre del nivell de l'aigua. La Mequinensa antiga, el “Poble Vell” com la coneixen els mequinensans, és una invitació a passejar pel record dels seus carrers i carrerons, a redescobrir part de l'antiga església, a imaginar els antics molls i conèixer mil històries, curiositats i llegendes d'aquella mil·lenària i històrica vila de navegants i miners a la vora del ric Ebre.
Existeixen diversos abrics d'art rupestre als voltants de Mequinensa, denominats: Barranc de Campells III, Valbufandes III i Valbufandes IV catalogats com a Patrimoni de la Humanitat per la UNESCO. Aquestes manifestacions d'art rupestre reben també la màxima protecció jurídica segons la Llei 3/1999, de 10 de març, de Patrimoni Cultural Aragonés.